# Tell el-Hesi
Tell el-Hesi (lingua ebraica = תל חסי) è un sito archeologico scavato e studiato in Israele. Si tratta del primo importante scavo archeologico in Palestina, inizialmente per opera di Flinders Petrie nel 1890 e in seguito di Frederick Jones Bliss nel 1891-1892, sponsorizzati dalla Fondazione Palestina (PEF). Petrie fu pioniere nel servirsi del criterio della stratificazione e della seriazione per costruire la cronologia di un sito archeologico.
Tell el-Hesi si trova nel sud-est della moderna città israeliana di Qiryat Gat.

## Storia
Il luogo ora esplorato fu abitato già dal periodo della prima ceramica del neolitico fino all'epoca ellenistica, sebbene non in maniera continuata. La città che si disegna dagli scavi poteva avere l'estensione di 25 acri nella prima Età del bronzo fino alla prima metà del terzo millennio avanti Cristo. Fu abbandonata fino alla parte posteriore del secondo millennio.

Purtroppo, gli scavi per la costruzione di una trincea durante la prima guerra araba-israeliana del 1948 ha di fatto ristretto l'area di interesse archeologico.
Mentre Patrie e Bliss opinavano che Tel El- Hesi fosse la biblica Lachish, questa ipotesi ormai non è più accettata perché la città di Lachish mostra tracce più sicure di essere esistita altrove. Ordinariamente, la ipotesi sostenuta da Yohanan Aharoni  in poi, è che qui sorgesse la città di Eglon
Una seconda campagna di scavi fu iniziata nel 1970, secondo i piani della “Americana Scuola di Esplorazione in Oriente” e del suo presidente G. Ernest Wright: si tratta di una massiccia spedizione esplorativa diretta dallo stesso G. Ernest Wright, in cui collaboravano egregie personalità dell'archeologia del tempo. Si esplorò la acropoli e il suo sistema murario trovandovi tracce della prima età del bronzo e di epoche successive.

## Archeologia del luogo
Il sito dapprima descritto da Edward Robinson nel 1892 risultava come una collina alta circa una ottantina di metri con altrettanti per i lati perimetrali.
Tra i reperti scavati, alcuni – cenere e scorie ferrose - permisero con certezza di localizzare un altoforno. Se credere alle teorie di esperti, colà sarebbe stato usato il sistema del soffio dell'aria calda anziché quello dell'aria ambiente: si tratterebbe, allora, di una scoperta assai precoce rispetto allo stesso sistema usato, ma più tardi, in altre culture.

Fra i resti di ceramiche di diverse epoche, emerge una tavoletta con scritta cuneiforme simile, per tipo di scrittura e per “stile”, alle lettere di Amarna; in essa viene anche menzionato un personaggio membro del governo della città di Lachish, già menzionato in altri archeologici documenti della zona.